# Laguna Chiquistepeque
A  Laguna Chiquistepeque é um lago localizado na Guatemala. Localiza-se no departamento de Suchitepéquez, Município de Mazatenango.